# P’yŏngsŏng
P’yŏngsŏng (kor. 평성) – miasto w Korei Północnej, stolica prowincji P’yŏngan Południowy. Miasto zlokalizowane jest 32 km na północny wschód od stolicy kraju – Pjongjangu. Oficjalnie miasto zostało założone w grudniu 1969 roku. Populacja miasta wynosi ok. 284 tys. mieszkańców.